# BarBara Luna
Barbara Ann Luna (nacida en 1936/1937), también estilizada como BarBara Luna, es una actriz estadounidense de cine, televisión y musicales. Entre sus papeles más destacados figuran Makia en Five Weeks in a Balloon y la teniente Marlena Moreau en el episodio clásico de Star Trek "Mirror, Mirror". En 2004 y 2010 apareció en los episodios primero y sexto de Star Trek: New Voyages, un programa creado por fans y distribuido por Internet (retitulado Star Trek: Phase II en 2008).

## Biografía
BarBara Luna (como se escribe en su sitio oficial) nació en Manhattan, Nueva York. Su madre era judía de Budapest, Hungría y su abuelo materno era italiano. Su padre nació en Manila, Filipinas y su abuela paterna era española. Con estos antecedentes, Luna ha interpretado diversos papeles hispanos y étnicos.
Luna interpretó a Ngana, en la producción original de Broadway de South Pacific, en la que ayudó a cantar la canción de apertura del espectáculo, Dites-Moi. Después actuó en The King and I como una de los niños siameses, ascendiendo al papel más importante de "Royal Dancer" cuando el espectáculo terminó en Broadway. Como no quería dejar los estudios para irse de gira, se presentó a una audición y ganó el papel de suplente de Lotus Blossom en Teahouse of the August Moon. Tras graduarse en el instituto unos meses más tarde, le dieron el papel protagonista de Lotus Blossom en Teahouse y estuvo de gira con la compañía del espectáculo desde su estreno en diciembre de 1954 hasta su última representación en junio de 1956.
El director Mervyn LeRoy vio la actuación de Luna como Lotus Blossom en Los Ángeles y la contrató para interpretar a Camille, la chica ciega que era el interés amoroso de Frank Sinatra en The Devil at 4 O'Clock, tres años después de su debut cinematográfico en Tank Battalion (1958), lo que la llevó a interpretar papeles en otras películas, como Meli en Firecreek, Amparo en Ship of Fools, Cat en The Concrete Jungle y Makia en Five Weeks in a Balloon.
Las oportunidades en televisión también llegaron. Uno de los papeles más conocidos de Luna fue el de la teniente Marlena Moreau en el episodio "Mirror, Mirror" de Star Trek: The Original Series (1967), papel que conmemora como invitada a convenciones de Star Trek en todo el mundo. Ha aparecido en unas 500 series de televisión, entre ellas Zorro, de Walt Disney, donde era un personaje recurrente en el arco "Joaquin" como Theresa, la vendedora ambulante de tamales; el papel de Rikki Stevens en el episodio de Perry Mason de 1958 "The Case of the Sardonic Sergeant"; The Man from U.N.C.L.E. episodio "The Man from THRUSH Affair" como Marnya; The Wild Wild West como Gatita; The Big Valley como Miranda (1968); Gunsmoke como Chavela (en "He Learned About Women" Episodio 21 Temporada 7); Overland Trail como Estrelita (en el episodio "Mission to Mexico"); Bonanza como Cayetena Losaro; The Outer Limits como Gaby Christian; The Invaders como Lisa; Hawaiian Eye en tres episodios: "The Koa Man" como Susan Chang, "Sword of the Samurai" como Michiko y "Payoff" como Tia Kuno; Hawaii Five-O en dos episodios: "A Thousand Pardons, You're Dead" como Yoko Collins y "A Lion in the Streets", como Elena Kamoku; Buck Rogers in the 25th Century, como Koori; Dallas, como Carmen Esperanza; Charlie's Angels, como Cynthia Weaver; dos papeles como estrella invitada en la serie original Mission: Impossible original y en el remake de los años ochenta de esa serie; y papeles en las telenovelas Search for Tomorrow y One Life to Live.
Entre sus compromisos cinematográficos, Luna se mantuvo activa en los musicales. Intervino como Anita en cinco compañías de West Side Story, incluida una reposición en el Lincoln Center de Nueva York. Su último espectáculo en Broadway fue A Chorus Line en el papel de Diana Morales (en el "nuevo" reparto de Nueva York en 1976). Esta actuación la llevó a preparar un número de cabaret. Su estreno en el Freddie's de Nueva York recibió críticas muy favorables y le llevó a actuar en el Concord Resort Hotel de Catskills y en clubes de Atlantic City y Los Ángeles. Una crítica de su espectáculo de cabaret en The New York Times consideró que su forma de cantar era defectuosa porque "su vocecita de gatita, con su tono vacilante y su amplio vibrato, simplemente no estaba a la altura" de cantar canciones asociadas a vocalistas conocidos.
El actor Doug McClure fue el segundo esposo de Luna.

## Filmografía
| - Tank Battalion (1958) - Cry Tough (1959) - The Blue Angel (1959) - Elmer Gantry (1960) - The Devil at 4 O'Clock (1961) - Five Weeks in a Balloon (1962) - Dime with a Halo (1963) - Mail Order Bride (1964) - Synanon (1965) - Ship of Fools (1965) | - Winchester '73 (1966, telefilme) - Firecreek (1968) - Che! (1969) - The Gatling Gun (originalmente titulado como King Gun) (1971) - Women in Chains (1972) - Gentle Savage (1973) - The Concrete Jungle (1982) - Fool's Paradise (1997) - Jay Sebring....Cutting to the Truth (2020) |

## Trabajos en televisión
| - Have Gun – Will Travel Temporada Uno Episodio 37 "Silver Convoy" interpreta a Lupita - Zorro 4 episodios: "The New Order" (11/13/1958); "An Eye for an Eye" (11/20/1958); "Zorro and the Flag of Truce" (11/27/1958); "Ambush" (12/04/1958); - Perry Mason episodio: "The Case of the Sardonic Sergeant" (1958) - The Untouchables episodio: "Mexican stake-out" (1959) - Mickey Spillane's Mike Hammer episodio: "So That's Who That Was" (1958) - Bonanza episodio: "El Toro Grande" (1960) - Death Valley Days episodio: "Pete Kitchen's Wedding" - Tales of Wells Fargo episodio: "Vasquez" played Rosita (26/5/1960) - The Untouchables episodio: The Death Tree (estrenado el 2/12/1962) - The Real McCoys "The Love Bug Bites Pepino" (Temporada 6 Episodio 12, 1962) - Gunsmoke episodio: "He Learned About Women" (Temporada 7 Episodio 21 estrenado el 2/24/1962) - GE True episodio: "Five Tickets to Hell" (1963) - The Outer Limits episodio: "It Crawled Out of the Woodwork" (1963) - Ripcord episodio: "A Present for Felipe" (1963) - Calhoun: County Agent (1964) (piloto no vendido) - The Wild Wild West episodio: "The Night of the Deadly Bed" (1965) - The F.B.I. 4 episodios (1966-1969) - Mission: Impossible episodios: "Elena" (12/10/1966) and "Time Bomb" (12/21/1969) - Cimarron Strip episodio: "The Legend of Jud Starr" (9/14/67) - The Invaders episodio: "Storm" (1967) - The Man from U.N.C.L.E. episodio: "The Man from THRUSH Affair" (1967) - Winchester '73 (1967) - Star Trek: The Original Series episodio: "Mirror, Mirror" (1967) - The High Chaparral episodio: "The Firing Wall" (1967) | - Hawaiian Eye 3 episodios: "The Koa Man" (12/30/1959); "Sword of the Samurai" (2/3/1960); "Payoff" (3/28/1962) - The Big Valley 1968 Episode: Miranda S03, E18. (First Aired: Jan. 15, 1968) - Hawaii Five-O 2 episodios: "A Thousand Pardons -- You're Dead!" (1969); "A Lion in the Streets" (1979) - Lancer episodio: "Life Line" (1970) - The Young Lawyers episodio: "The Glass Prison" (1970) - Two Boys (1970) (piloto no vendido) - Love, American Style segmento: "Love and the Sweet Sixteen" (1971) - Women in Chains (1972) - Cannon episodio: "Flight Plan" (1972) y "Lady on the Run" (1975) - Mannix episodio: "Silent Target" (1973) - The Hanged Man (1974) - Kung Fu episodio: "A Lamb to the Slaughter" (1974) - Police Story (serie de televisión de 1973) episodio: "The Man in the Shadows" (2/25/1975) - They Only Come Out at Night (1975) - Brenda Starr (1976) - The Six Million Dollar Man episodio: "Vulture of the Andes" (1976) - Project U.F.O. episodio: "The Joshua Flats Incident" (1978) - Pleasure Cove (1979) - Buck Rogers in the 25th Century episodios: "Time of the Hawk" (1/15/1981) y "The Guardians" (1/29/81) - Search for Tomorrow (miembro del elenco en 1985) - T. J. Hooker episodio: "Outcall" (1985) - One Life to Live (miembro del elenco de 1986–1987) - Mission: Impossible episodio: "The Fortune" (2/18/1989) - Lady Against the Odds (1992) - Sunset Beach (miembro del elenco en 1998) - Noriega: God's Favorite (2000) - Star Trek: New Voyages episodio: "In Harm's Way" (2004), episodio: "Enemy: Starfleet" (2010) |